# بوغدان فاسيلي
بوغدان فاسيلي (بالرومانية: Bogdan Vasile)‏ هو لاعب كرة قدم روماني في مركز الوسط، ولد في 2 فبراير 1995 في أراد في رومانيا. شارك مع منتخب رومانيا تحت 19 سنة لكرة القدم. أما مع النوادي، فقد لعب مع زمبرو تشيسيناو ونادي ستيوا بوخارست ونادي فيتورول كونستانتا ونادي فولنتاري وبوليتنيكا تيميشوارا وFC Dunărea Călărași ‏ وAFC Chindia Târgoviște ‏.

## وصلات خارجية
- بوغدان فاسيلي على موقع قاعدة بيانات كرة القدم.إي يو (الإنجليزية)
- بوغدان فاسيلي على موقع Soccerway.com (الإنجليزية)